# Pierre Charron

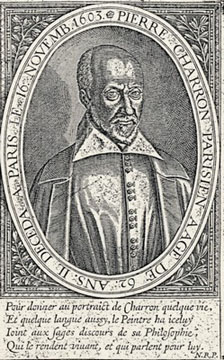
Obituari de Pierre Charron

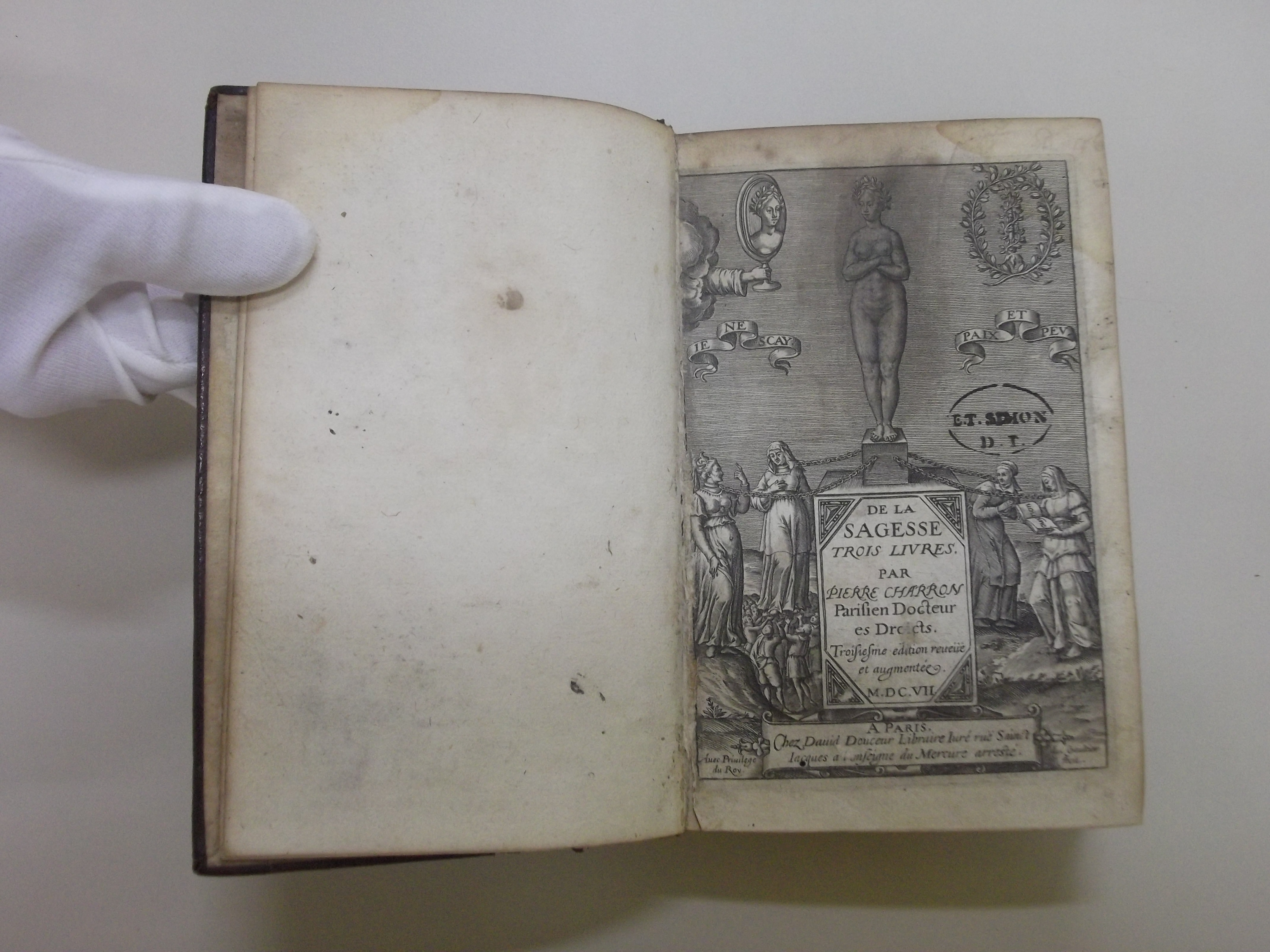
De la saviesa: tres llibres, per Pierre Charron,3a ed. rev. i augm., París: David Deuceur, Llibreria Iuré, 1607

Pierre Charron (París, 1541 - ibíd., 16 de novembre de 1603) va ser un filòsof i teòleg francès del corrent de l'escepticisme.

## Biografia
Pierre Charron va néixer a París, un dels vint-i-cinc fills d'un llibreter. Després d'estudiar llei a Orleans i Bourges va exercir com a advocat, durant alguns anys. Després d'estudiar lleis, va estudiar teologia i el 1576 va ser ordenat sacerdot i va exercir de capellà. Aviat es va convertir en un sacerdot popular. Es va traslladar al sud-oest de França, convidat per Arnaud de Pontac, bisbe de Bazas. Fou nomenat sacerdot de la reina Margarida de Valois, esposa de Enric IV de França. Al voltant de l'any 1588, Charron va decidir convertir-se en monjo, però va ser rebutjat tant pels cartoixans com pels celestins, va tornar a la seva antiga professió. Va pronunciar un curs de sermons a Angers, i l'any següent es va traslladar a Bordeus, on va formar una famosa amistat amb Michel de Montaigne. A la mort de Montaigne, l'any 1592, es va demanar a Charron la voluntat de ser un dels portadors de Montaigne.
A partir de 1594, va utilitzar el seu propi nom; va passar de 1594 a 1600 sota la protecció d'Antoine Hérbrard de Saint-Sulpice, Bisbe de Cahors, que el va nomenar gran vicari i cànon teològic. El seu primer llibre el va portar a ser elegit diputat a l'assemblea general del clergat, pel qual es va convertir en secretari en cap.
Charron es va retirar a Condom l'any 1600; va morir sobtadament d'un cop; les seves obres van rebre atenció.
La filosofia de Charron està influïda per la força de l'escepticisme de Michel de Montaigne. En alguns aspectes, el seu pensament anticipa la visió de Spinoza identificant Déu amb la natura, postura pròpia del panteisme.

## Obres
Charron va publicar les seves obres de manera anònima la primera vegada que ho va fer. Posteriorment va escriure sota el nom de "Benoit Vaillant, advocat de la Santa Fe". Mentre que la lectura de Charron de Montaigne es considera ara dogmàtica i de fet una mica de distorsió, va ser important en el seu temps i durant el segle xvii en general.
- De la Sagesse Livres Trois; par M. Pierre le Charron, Parisien, Chanoine Theologal & Chantre en l'Eglise Cathedrale de Comdom Bourdeaus, S. Millanges, 1604.
- Toutes les Oeuvres de Pierre Charron; Parisien, Docteur es Droiets, Chantre et Chanoine Theologal de Condom derniere edition. Reveues, corrigees & augmentees. 2 vols. Paris Jacques Villery, 1635.
- Discours chrétiens (Bordeaux, 1600).

### Les Trois Vérités
El 1594 va publicar una llarga obra, Les Trois Vérités, on Charron va intentar demostrar que hi ha un Déu i una veritable religió, que la veritable religió és cristiana, i que la veritable església és Catolicisme romà. Va ser una resposta al treball ['protestant]Le Traité de l'Eglisede Philippe de Mornay. A la segona edició (1595), hi ha una elaborada resposta a les crítiques del tercer "Vérité" per part d'un escriptor protestant. Les Trois Vérités han tingut diverses reedicions.

### Discours chretiens
Després, l'any 1600, va escriure Discours chretiens, un llibre de sermons amb un to similar, la meitat correspon a la Eucaristia.

### "De la sagesse"
L'any 1601, Charron va publicar a Bordeus el seu tercer treball, De la sagesse, un sistema de filosofia moral que desenvolupa idees de Montaigne. Charron també va connectar l'escepticisme de Montaigne amb l'estratègia anti-racional del cristianisme. Va rebre el suport d'Enric IV de França i del magistrat Pierre Jeannin. Una segona edició revisada va aparèixer l'any 1603, recolzada per Claude Dormy, el segon bisbe de Bolonya.
De la sagesse també va ser atacada, en particular pel jesuïta François Garasse (1585-1631), qui va qualificar a Charron com a ateu.
Un resum i defensa del llibre, escrit poc abans de la seva mort, va aparèixer l'any 1606. L'any 1604, l'amic de Charron, Michel de la Roche, prefixava una "Vida" a una edició de De la sagesse, que mostra Charron com un home amable de bon caràcter. Les seves obres completes, amb aquesta contribució de la Roche, van ser publicades el 1635. Un resum de la Sagesse es dona a la Filosofia de Wilhelm Gottlieb Tennemann, vol. ix. Una edició amb notes de A. Duval va aparèixer el 1820. Va ser traduïda a l'anglès com "De Wisdome" (1612) per Samson Lennard; i una altra vegada per George Stanhope (1697).